# Glafsfjorden
El Glafsfjorden es el nombre que recibe un cuerpo de agua en el oeste de Värmland, una provincia histórica en el país europeo de Suecia. Tiene una superficie de 100 kilómetros cuadrados (más concretamente unos 99.77 km²) y se encuentra en el punto más bajo a 36 m de profundidad. Está asociado con el Vänern por el Byälven. La ciudad más grande de Glafsfjord es Arvika. Está situado al oeste de Karlstad. Alcanza 45,2 m sobre el nivel del mar y tiene un área de influencia que alcanza los 4.030 km².